# ستار أوشن (لعبة فيديو)
ستار أوشن (بالإنجليزية: Star Ocean)‏ و (باليابانية: スターオーシャン) هي لعبة فيديو أكشن تقمص الأدوار تم إنتاجها في سنة 1996 وهي أول لعبة تم إطلاقها من سلسلة ألعاب ستار أوشن، تم تطويرها من قبل شركة تري أيس لأجهزة سوبر نينتندو إنترتينمنت سيستم وفي سنة 2007 بدأ طرحها على أجهزة البلاي ستيشن.